# Honda e
Der Honda e ist ein elektrisch angetriebener Kleinwagen des japanischen Herstellers Honda. Das Design des für den japanischen und europäischen Markt vorgesehenen Fahrzeuges erinnert mit seinem Retro-Look an den ersten Honda Civic von 1972.

## Geschichte
Der Honda e basiert auf dem elektrisch angetriebenen Konzeptfahrzeug Honda Urban EV Concept, das im September 2017 der Öffentlichkeit gezeigt wurde. Die Serienversion wurde als Honda e auf der Internationalen Automobil-Ausstellung 2019 in Frankfurt vorgestellt. Der Preis für das ab September 2019 bestellbare Modell wurde vom Unternehmen zum Marktstart mit 33.850 € angegeben. Dabei war die in Deutschland staatlich gewährte Kaufprämie für Elektroautos noch nicht berücksichtigt. Die ersten Modelle wurden im März 2020 an die Kunden übergeben. Der Hersteller hat angekündigt, sein Neufahrzeugangebot für den europäischen Markt bis 2025 auf elektrifizierte Antriebe (Hybrid und Elektro) umzustellen.
Im Juni 2022 wurde das auf 50 Exemplare limitierte Sondermodell Limited Edition vorgestellt. Es wurde nur in Europa angeboten.
Im Herbst 2022 erhielt der Honda e als erstes Fahrzeug in Europa eine Zulassung als Reserve-Stromspeicher. Dabei werden für ein Vehicle-to-Grid-Pilotprojekt sechs Fahrzeuge der Baureihe zusammen mit einer bidirektionalen Ladesäule getestet.
Im Januar 2024 wurde die Produktion des Honda e ohne direktes Nachfolgemodell beendet. Bereits Ende November 2023 stellte Honda den Verkauf in Europa ein.

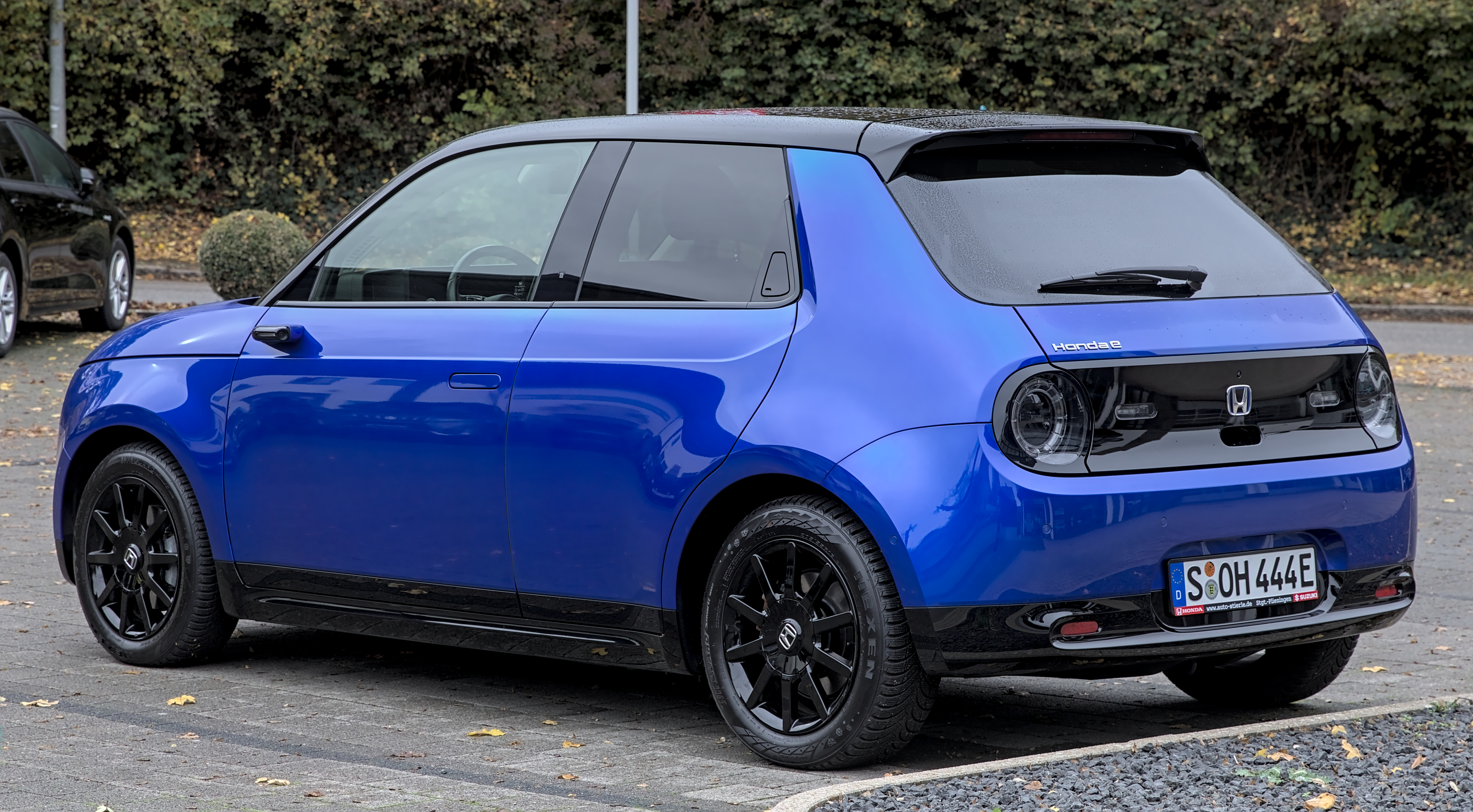
Heckansicht
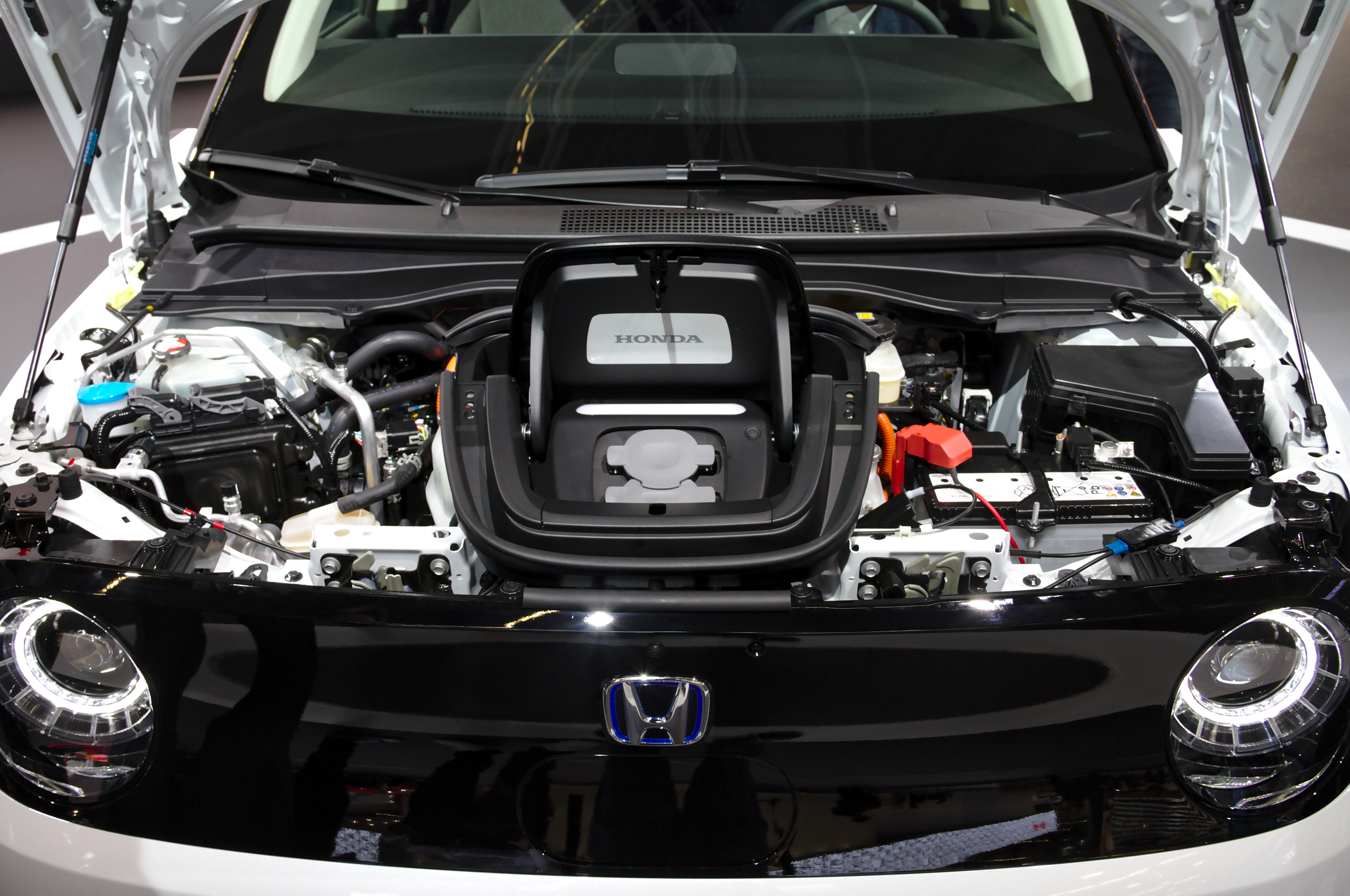
Blick unter die Fronthaube
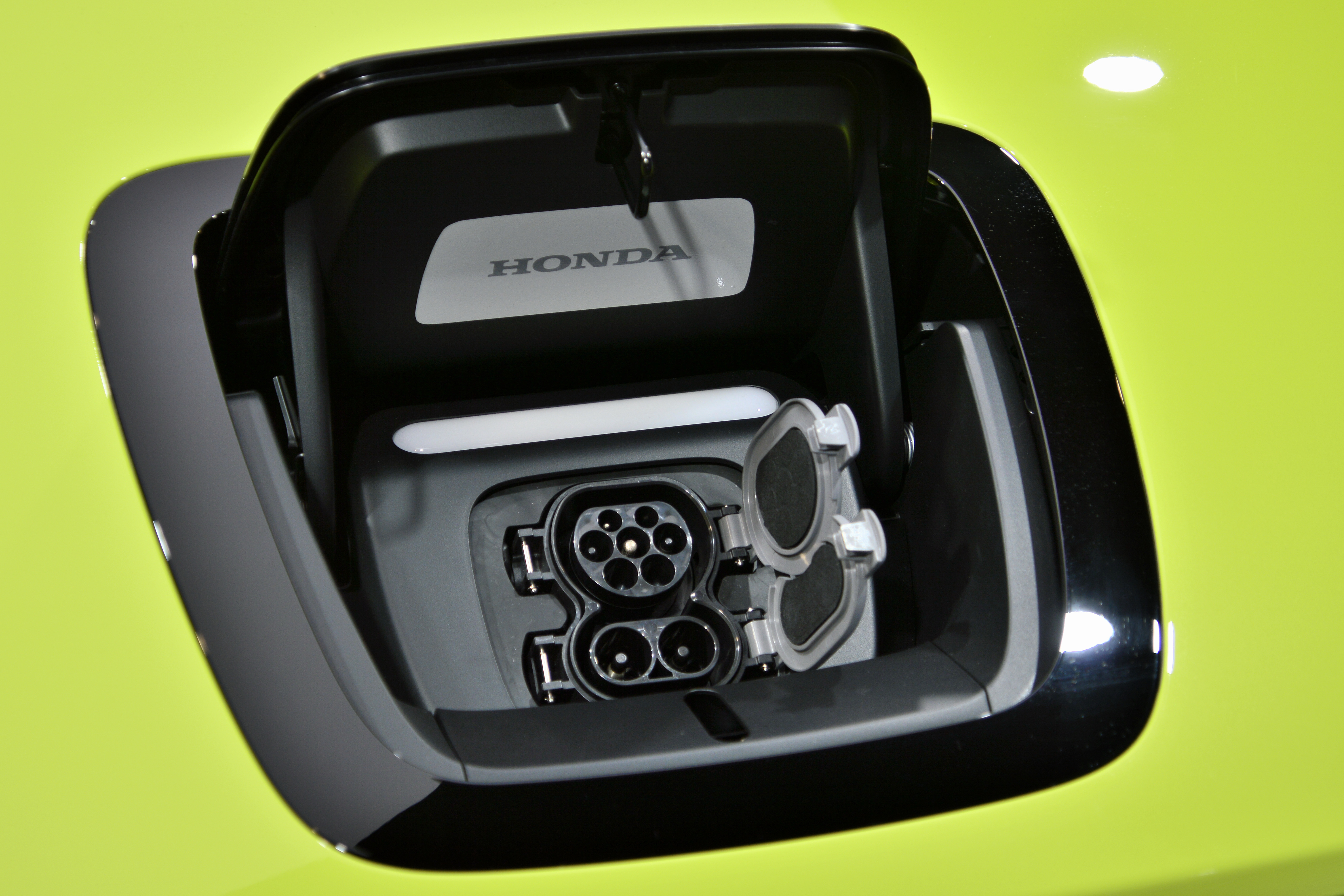
Ladeanschluss Typ 2 und CCS
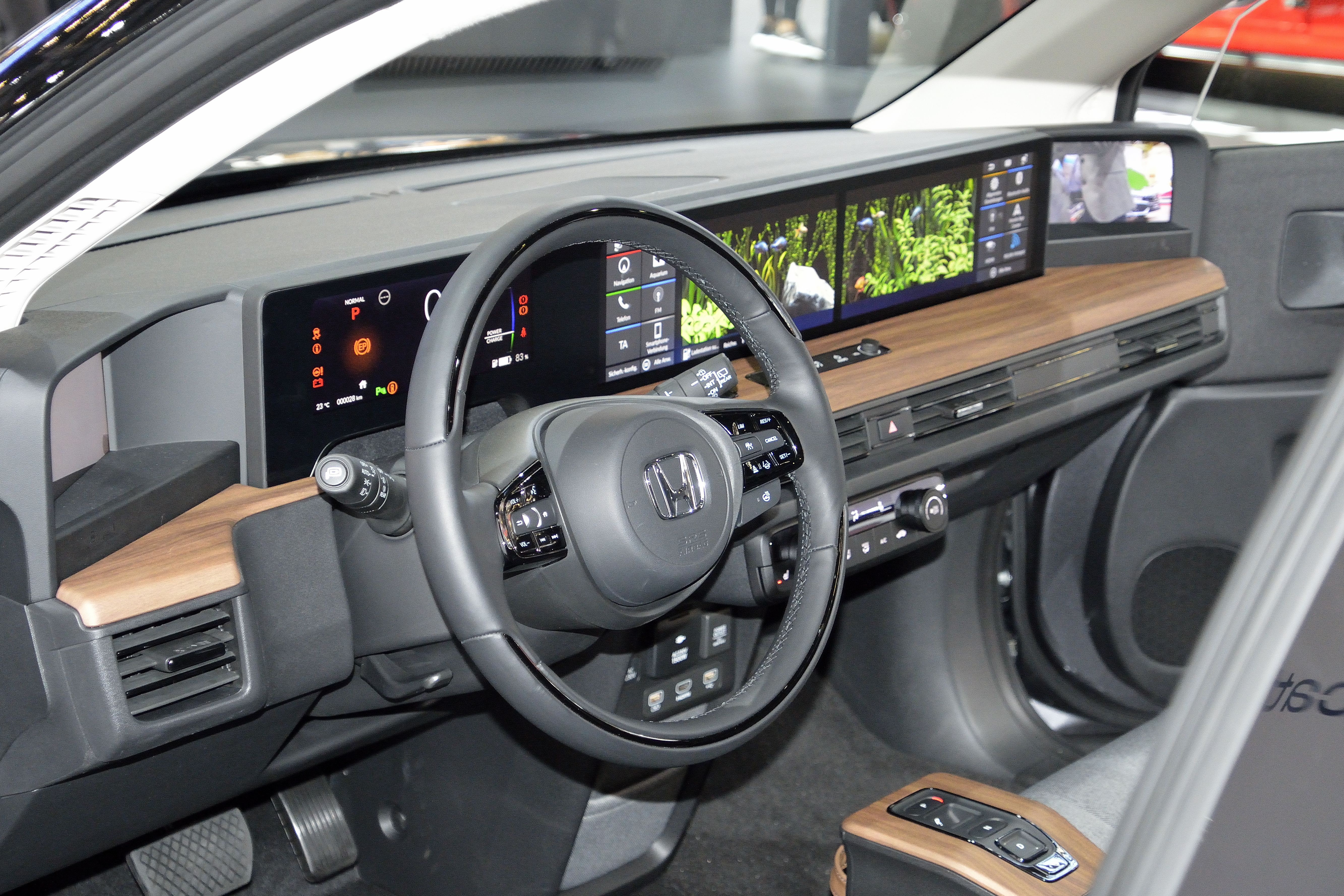
Armaturenbrett des Honda e mit fünf Displays. Rechts der Bildschirm der Außenkamera der Beifahrerseite
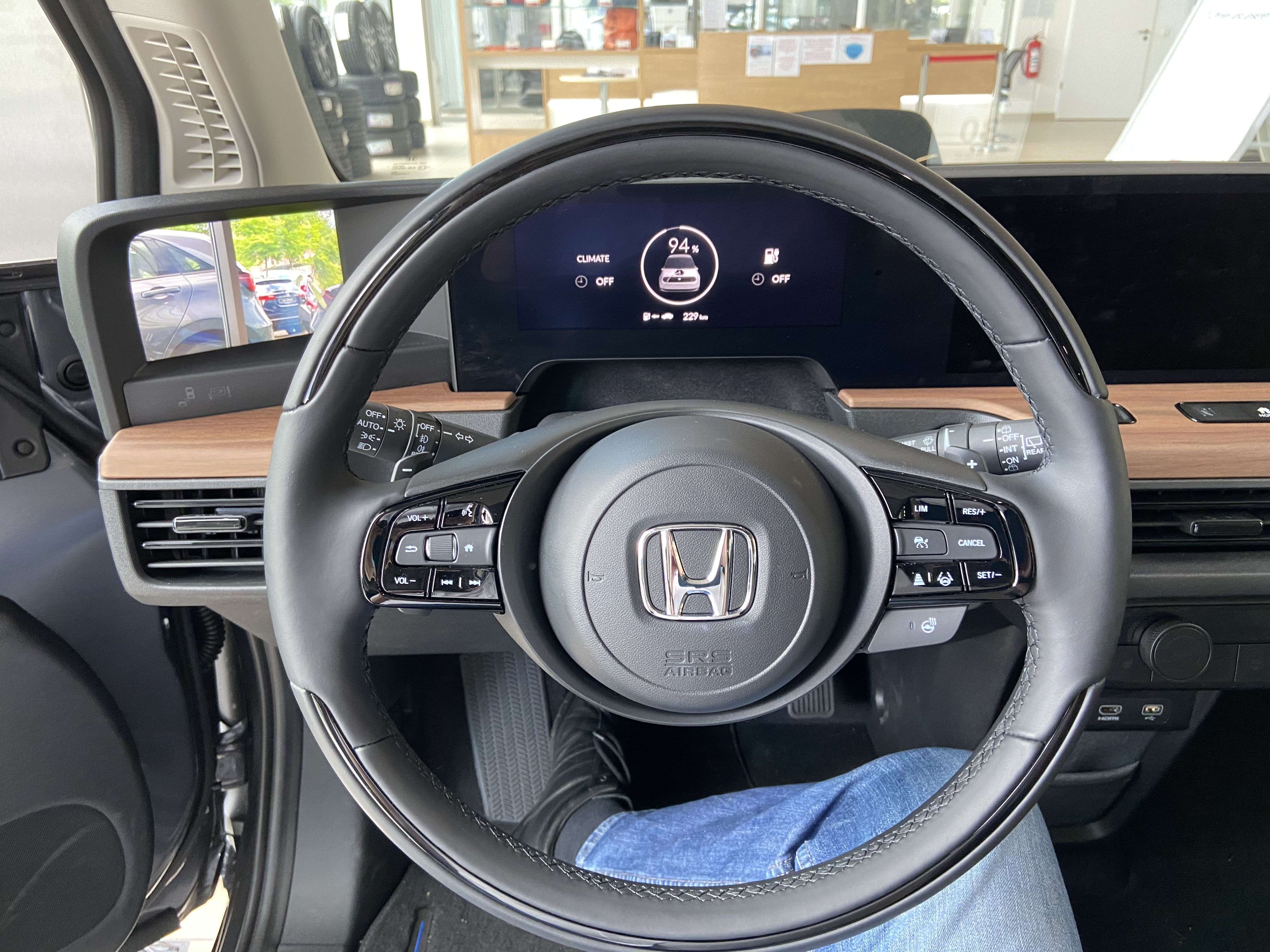
Lenkrad, Display der Tachoeinheit und Bildschirm des Außenspiegels
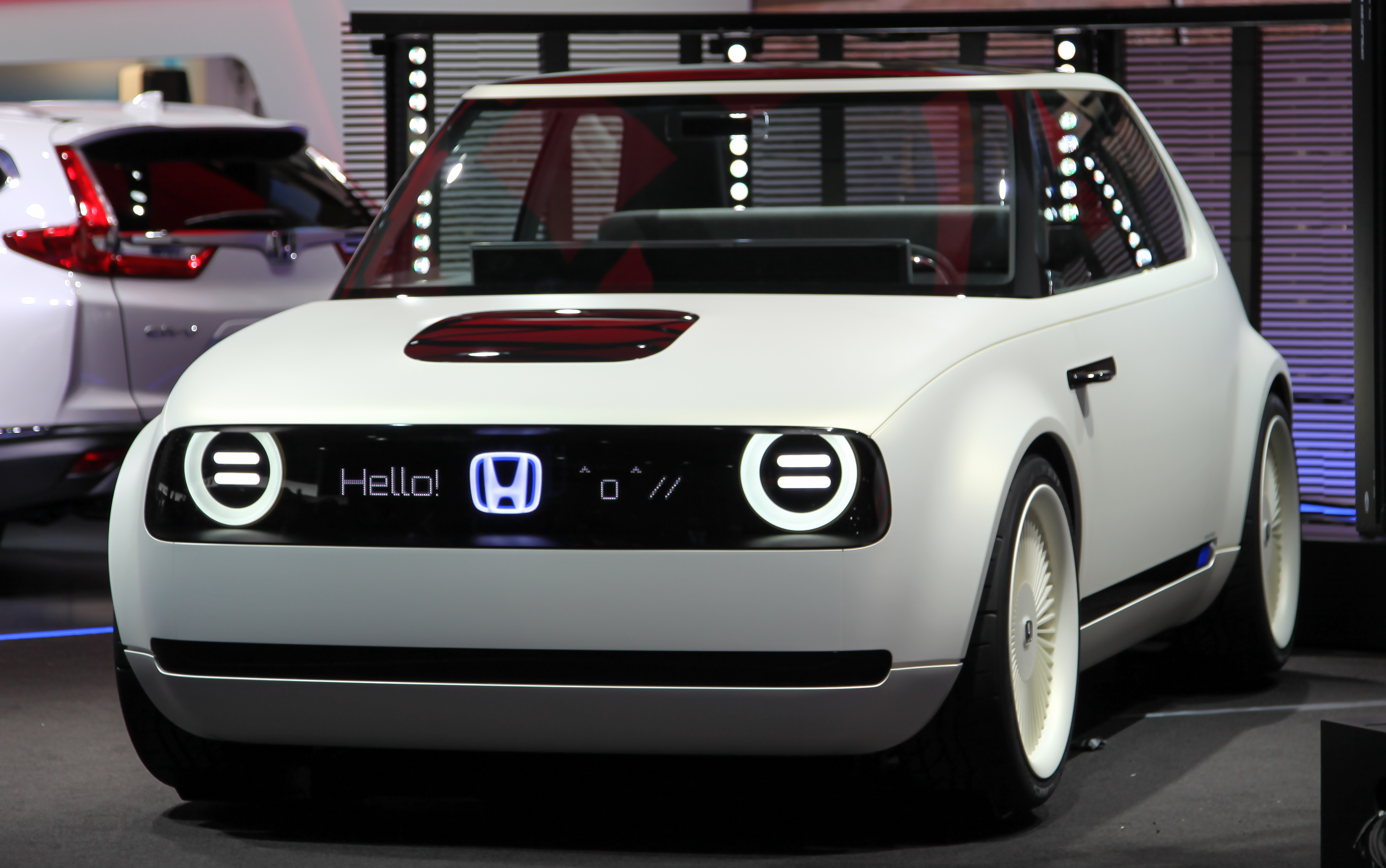
Honda Urban EV Concept auf der IAA 2017

## Sicherheit
Ende 2020 wurde der Honda e vom Euro NCAP auf die Fahrzeugsicherheit getestet. Der Wagen erhielt vier von fünf möglichen Sternen.

## Lackierungen
Stand März 2023 gab es für den Honda e sieben Lackierungen.
| Platinum White Pearl | Charge Yellow (bis 2022) | Premium Crystal Blue Metallic | Premium Crystal Black Metallic | Modern Steel Metallic (bis 2022) | Premium Crystal Red Metallic (ab 2022) | Meteroid Grey Metallic (ab 2022) |

Zusätzlich konnte man den Wagen durch andersfarbige Lackierungen der A-Säule und Dachleisten, Zierleisten- oder Sportpakete optisch verändern.

## Technische Daten
Der Honda e, dessen Elektromotor im Heck die Hinterachse antreibt, wurde in zwei Leistungsstufen angeboten: als Honda e mit einer Leistung von 100 kW (136 PS) und als Honda e Advance mit 113 kW (154 PS). Das maximale Drehmoment beträgt in beiden Versionen 315 Nm; die Beschleunigung von 0 auf 100 km/h wird mit 9,0 bzw. 8,3 Sekunden angegeben. Die Lithium-Ionen-Batterie mit einer Kapazität von 35,5 kWh erlaubt nach Angabe des Herstellers eine Reichweite von bis zu 220 km. Nicht zuletzt zur Erhaltung der Reichweite wird in beiden Motorvarianten die Höchstgeschwindigkeit auf 145 km/h begrenzt. Der Anschluss für das Ladekabel befindet sich unter der vorderen Haube.
|                                          | e                                       | e Advance                               |
| Bauzeitraum                              | 03/2020–08/2022                         | 03/2020–01/2024                         |
| Motorkenndaten                           |                                         |                                         |
| Motorart                                 | Dreiphasenwechselstrom-Elektromaschine  | Dreiphasenwechselstrom-Elektromaschine  |
| Motortyp                                 | permanentmagneterregte Synchronmaschine | permanentmagneterregte Synchronmaschine |
| max. Leistung bei min−1                  | 100 kW (136 PS) / 3078–11920            | 113 kW (154 PS) / 3497–10000            |
| Dauerleistung                            | 60 kW (82 PS)                           | 60 kW (82 PS)                           |
| max. Drehmoment bei min−1                | 315 Nm / 0–2000                         | 315 Nm / 0–2000                         |
| Kraftübertragung                         |                                         |                                         |
| Antrieb                                  | Heckantrieb                             | Heckantrieb                             |
| Getriebe                                 | 1-Gang-Getriebe                         | 1-Gang-Getriebe                         |
| Messwerte                                |                                         |                                         |
| Höchstgeschwindigkeit                    | 145 km/h                                | 145 km/h                                |
| Beschleunigung, 0–100 km/h               | 9,0 s                                   | 8,3 s                                   |
| Leergewicht                              | 1588 kg                                 | 1595 kg                                 |
| Zuladung                                 | 267 kg                                  | 275 kg                                  |
| Energieverbrauch auf 100 km (kombiniert) | 17,2 kWh                                | 17,2–17,8 kWh                           |
| Batteriekapazität (brutto)               | 35,5 kWh                                | 35,5 kWh                                |
| AC laden                                 | 7,4 kW                                  | 7,4 kW                                  |
| DC laden                                 | 56 kW                                   | 56 kW                                   |
| Reichweite nach WLTP                     | 222 km                                  | 210–222 km                              |

## Ausstattung
Das Armaturenbrett besteht überwiegend aus fünf Displays, die die gesamte Innenraumbreite einnehmen und herkömmliche Anzeigen ersetzen. Zwei 12,3-Zoll-Dual-Touchscreens dienen als Anzeige für vernetzte Anwendungen und zur Bedienung des Infotainmentsystems. An den äußeren Rändern sind die Bildschirme der seitlichen Außenkameras eingefügt, welche die klassischen Rückspiegel ersetzen. Ein zusätzlicher Monitor für die Rückfahrkamera befindet sich an der Position des herkömmlichen Innenspiegels. Der klassische Innenspiegel ist weiterhin vorhanden und kann mit dem Abblend-Schalter unter dem Rückspiegel umgeschaltet werden. Die Türgriffe des Fahrzeuges sind bündig in der Karosserie versenkt und springen beim Annähern mit dem Fahrzeugschlüssel hervor.

## Zulassungszahlen in Deutschland
Seit dem Marktstart 2020 bis einschließlich Dezember 2023 wurden in Deutschland insgesamt 3.162 Honda e neu zugelassen. Mit 1.256 Einheiten war 2021 das erfolgreichste Verkaufsjahr.
|  |

|  |

|  |

|  |

|  |

|  |

|  |

|  |

|  |

|  |

|  |

|  |

|  |

|  |

|  |

|  |

|  |

|  |

|  |

|  |

|  |

|  |

|  |

|  |

|  |

|  |

|  |

|  |

|  |

|  |

|  |

|  |

|  |

|  |

|  |

|  |

|  |

|  |

|  |

|  |

|  |

|  |

|  |

|  |

|  |

|  |

|  |

|  |

|  |

|  |

|  |

|  |

|  |

|  |

|  |

|  |

|  |

|  |

|  |

|  |

|  |

|  |

|  |

|  |

|  | Elektro (3.162) |

|  | Elektro (3.162) |